# Становский, Семён Ипатьевич
Семён Ипатьевич Становский (1 [14] сентября 1905, Каменная Криница, Подольская губерния — неизвестно, Вязники, Владимирская губерния) — советский военачальник, полковник (1942).

## Биография
Родился 1 сентября 1905 года в селе Каменная Криница. Украинец.
До призыва в армию был воспитанником детского дома. В начале 1922 года окончил пятиклассную политехническую школу на станции Тутальская Томской железной дороги.

### Военная служба

#### Довоенное время
15 марта 1922 года поступил курсантом в 25-ю Томскую военно-пехотную школу среднего комсостава РККА (в мае 1925 г. переведена в г. Омск). В августе 1925 года окончил ее и был назначен в 47-й стрелковый полк 16-й стрелковой дивизии им. В. И. Киквидзе ЛВО в город Боровичи, где исполнял должности командира пулеметного взвода и начальника команды одногодичников. Член ВКП(б) с 1926 года.
В январе 1928 года переведен в года Новосибирск, где был назначен в 62-й стрелковый полк 21-й Пермской стрелковой дивизии СибВО. С 15 июля по 31 декабря 1929 года командиром пулеметного взвода полковой школы и врид политрука роты принимал участие в боях на КВЖД.
В декабре 1930 года убыл на учебу на Московские военно-политические курсы. По их окончании в мае 1931 года назначен в 118-й стрелковый полк 40-й стрелковой дивизии в город Ачинск, где проходил службу политруком роты, командиром роты, политруком артиллерийского дивизиона и помощником начальника штаба полка по разведке. В феврале 1932 года вновь направлен в Москву на курсы усовершенствования политсостава. После них в ноябре назначен политруком батареи в 185-й артиллерийский полк РГК ЗабВО. С августа 1936 года старший политрук Становский исполнял должность инструктора политотдела спецчастей гарнизона города Улан-Удэ, с января 1938 года — старшего инструктора и заместителя начальника политотдела гарнизона. В феврале 1940 года переведен военкомом 106-го мотострелкового полка 29-й мотострелковой дивизии ЗапОВО в город Слоним. В декабре 1940 года направлен на курсы военкомов при Ленинградском военно-политическом училище.

#### Великая Отечественная война
23 августа 1941 года батальонный комиссар Становский окончил курсы и был назначен военкомом 400-й стрелковой дивизии, формировавшейся в ЗакВО в городе Евлах. В ноябре дивизия убыла в район города Махачкала и вела там работы по оборудованию рубежа обороны горный хребет Махачкала — Буйнакск. Затем она была передислоцирована под город Ростов-на-Дону в район Батайска и участвовала в Ростовской наступательной операции и освобождении Ростова-на-Дону. После этого убыла под Новороссийск в состав 44-й армии, где была выведена в резерв Закавказского фронта. В конце декабря 1941 года дивизия форсировала Керченский пролив в районе Еникале и с боями подошла к Владиславовке, где до мая 1942 года вела оборонительные бои в составе 47-й и 51-й армий Крымского фронта.
После поражения советских войск в Крыму и эвакуации их на Таманский полуостров во второй половине мая полковой комиссар Становский был отозван в Москву в Главное политуправление Красной армии и в начале июля назначен комиссаром 316-й стрелковой дивизии, формировавшейся в городе Вязники Ивановской области. С 23 августа по 3 сентября 1942 года она была переброшена под Сталинград и сосредоточена северо-западнее города Камышин, где вошла в состав 66-й армии Сталинградского фронта. К 10 сентября дивизия сосредоточилась в районе Котлубань, войдя в 4-ю танковую армию. С 12 сентября она была включена в 1-ю гвардейскую армию. 16 сентября ее части заняли оборону юго-восточнее Самофаловка. 18 сентября противник перешел в наступление и прорвал оборону наших войск в 1,5 км западнее Котлубань и углубился на 4-6 км. В этих боях в полковой комиссар Становский был тяжело ранен и эвакуирован в госпиталь.
В начале ноября 1942 года полковой комиссар Становский назначен заместителем командира по политчасти 173-й стрелковой дивизии. С 7 декабря дивизия вошла в состав 65-й армии Донского фронта и участвовала в ликвидации немецкой группировки, окруженной под Сталинградом. 10 января 1943 года ее части вели наступление в направлении балка Взрубная — Карповка. С 13 января и до окончательного разгрома окруженной группировки противника дивизия вела наступательные бои в составе 21-й армии Донского фронта. В ходе этих боев ее части овладели нас. пунктами Дубинин, хут. Гончара, Нефтесиндикат, вели бои по освобождению Сталинграда. За успешные бои по уничтожению сталинградской группировки противника дивизия была преобразована в 77-ю гвардейскую (1.3.1943). После окончания боевых действий под Сталинградом она была выведена в резерв Ставки ВГК, а полковник Становский отозван в Главное политуправление Красной армии.
С 18 мая по 23 июля 1943 года находился на лечении в госпиталях, затем был назначен заместителем командира по строевой части 274-й стрелковой дивизии 31-й армии и участвовал с ней в Смоленской наступательной операции. 8 августа ее части перешли в наступление, к 1 сентября перерезали магистраль Москва — Минск в районе Старое Суетово и 16 сентября освободили город Ярцево. В ознаменование одержанной победы приказом ВГК от 19 сентября 1943 года она получила наименование «Ярцевская». Продолжая наступление, ее части форсировали реку Вопь, вышли на берег реки Пальма, а 21 сентября вторично перерезали автомагистраль Москва — Минск, чем содействовали войскам 31-й армии в освобождении города Смоленск. До декабря дивизия продолжала вести наступательные бои в направлении на Оршу в обход Смоленска, с 9 декабря была подчинена 33-й армии и действовала на богушевском направлении юго-восточнее Витебска.
С 1 января 1944 года полковник Становский был допущен к временному командованию 164-й стрелковой дивизией. В феврале переведен на должность командира 42-й стрелковой Смоленской дивизии. Через неделю после вступления в должность 27 марта сдал дивизию прибывшему из госпиталя полковнику А. И. Слицу, а сам в начале апреля вступил в командование 222-й стрелковой Смоленской дивизией. С ней он совершил марш из-под Витебска на Могилев в обход через Смоленск — Рославль — Кричев до ст. Темный лес, после чего в мае убыл на учебу на КУВНАС в Высшую военную академию им. К. Е. Ворошилова. По окончании курсов с 28 апреля 1945 года зачислен слушателем основного курса академии.

#### Послевоенное время
6 февраля 1946 года Становский окончил ускоренный курс академии и был назначен командиром 157-го гвардейского стрелкового Рижского полка 53-й гвардейской стрелковой Тартуской дивизии в городе Ковров. В июле полк был переформирован в 6-й отдельный гвардейский стрелковый батальон в составе 1-й отдельной гвардейской стрелковой бригады 1-го гвардейского стрелкового корпуса.
С декабря 1946 года исполнял должность военкома Вязниковского объединенного РВК Владимирской области.
20 января 1954 года полковник Становский уволен в запас.
После выхода в запас проживал в городе Вязники, принимал активное участие в общественной жизни города, был председателем комитета ветеранов вязниковской комсомолии, вел большую работу по патриотическому воспитанию молодежи. Награжден за эту работу грамотой совета ветеранов Советского Союза и Почетной грамотой ЦК ВЛКСМ.

## Награды
- орден Ленина (30.04.1947)[3]
- два ордена Красного Знамени (03.11.1944[3], 13.06.1952[3])
- орден Красной Звезды (30.03.1943)[4]

медали, в том числе:
- - «За оборону Севастополя»
  - «За оборону Сталинграда»
  - «За победу над Германией в Великой Отечественной войне 1941—1945 гг.»